# I-178 (tàu ngầm Nhật)
I-178 (nguyên là tàu ngầm số 156, rồi I-78 cho đến ngày 20 tháng 5, 1942) là một tàu ngầm tuần dương  Lớp Kaidai thuộc phân lớp Kaidai VII, nhập biên chế cùng Hải quân Đế quốc Nhật Bản vào cuối năm 1942. Nó đã hoạt động trong Chiến tranh Thế giới thứ hai, thực hiện được hai chuyến tuần tra tại vùng biển phía Đông Australia, và mất tích từ ngày 17 tháng 6, 1943. I-178 bị xem như đã mất trong chiến đấu với tổn thất toàn bộ thành viên thủy thủ đoàn.

## Thiết kế và chế tạo

### Thiết kế
Phân lớp tàu ngầm Kaidai VII là phiên bản tàu ngầm tấn công tầm trung được phát triển dựa trên phân lớp Kaidai VI. Chúng có trọng lượng choán nước 1.862 tấn (1.833 tấn Anh) khi nổi và 2.648 tấn (2.606 tấn Anh) khi lặn, lườn tàu có chiều dài 105,5 m (346 ft 2 in), mạn tàu rộng 8,25 m (27 ft 1 in) và mớn nước sâu 4,6 m (15 ft 1 in). Con tàu có thể lặn sâu 80 m (262 ft) và có một thủy thủ đoàn đầy đủ bao gồm 86 sĩ quan và thủy thủ.
Chiếc tàu ngầm trang bị hai động cơ diesel Kampon Mk.1A Model 8 hai thì công suất 4.000 mã lực phanh (2.983 kW), mỗi chiếc vận hành một trục chân vịt. Khi lặn, mỗi trục được vận hành bởi một động cơ điện 900 mã lực (671 kW).Con tàu có thể đạt tốc độ tối đa 23 hải lý trên giờ (43 km/h; 26 mph) khi nổi và 8 hải lý trên giờ (15 km/h; 9,2 mph) khi lặn. Khi Kaidai VII di chuyển trên mặt nước nó đạt tầm xa hoạt động 8.000 hải lý (15.000 km; 9.200 mi) ở tốc độ 16 hải lý trên giờ (30 km/h; 18 mph), và có thể lặn xa 50 nmi (93 km; 58 mi) ở tốc độ 5 hải lý trên giờ (9,3 km/h; 5,8 mph).
Lớp Kaidai VII có sáu ống phóng ngư lôi 53,3 cm (21,0 in), tất cả đều được bố trí trước mũi, và mang tổng cộng 12 ngư lôi. Vũ khi trên boong tàu thoạt tiên dự định bao gồm hai khẩu pháo phòng không 25 mm (1,0 in) Kiểu 96 nòng đôi, nhưng sau đó một hải pháo 12 cm (4,7 in) chống hạm thay chỗ cho một khẩu đội 25mm.

### Chế tạo
Được đặt hàng trong khuôn khổ Chương trình Vũ trang Hải quân Bổ sung thứ tư năm 1939, nhưng nó chỉ được đặt lườn như Tàu ngầm số 156 tại xưởng tàu của hãng Mitsibishi ở Kobe vào ngày 21 tháng 5, 1941. Nó được đổi tên thành I-179 vào ngày 1 tháng 11, 1941 trước khi được hạ thủy vào ngày 24 tháng 2, 1942, và nhập biên chế cùng Hải quân Đế quốc Nhật Bản vào ngày 26 tháng 12, 1942.

## Lịch sử hoạt động
Sau khi nhập biên chế, I-178 được phân về Hải đội Tàu ngầm 3 trực thuộc Đệ Lục hạm đội, rồi cùng tàu ngầm chị em I-177 lên đường vào ngày 30 tháng 3, 1943 và đi đến khu vực Truk vào ngày 7 tháng 4.
I-178 khởi hành ba ngày sau đó cho chuyến tuần tra đầu tiên dọc bờ biển phía Đông Australia, hỗ trợ cho I-177 và I-180. Lúc 18 giờ 45 phút ngày 27 tháng 4, nó phóng ngư lôi đánh chìm tàu Liberty Lydia M. Child (7.176 tấn) tại vị trí 90 mi (140 km) về phía Đông Newcastle, Australia, tại tọa độ 33°08′N 153°24′Đ / 33,133°N 153,4°Đ. Toàn bộ 62 thành viên thủy thủ đoàn được cứu vớt vào ngày hôm sau. I-178 tránh khỏi nhiều lượt ném bom từ một thủy phi cơ Catalina thuộc Liên đội 11 Không quân Hoàng gia Australia (RAAF).
Sau khi quay trở về Truk vào ngày 18 tháng 5, I-178 được lệnh khởi hành hai ngày sau đó để tiếp tục tuần tra bờ biển phía Đông Australia. Tuy nhiên sau khi gửi một báo cáo vô tuyến thường lệ vào ngày 17 tháng 6, con tàu mất tích. Đến ngày 4 tháng 8, I-178 được công bố là bị mất với tổn thất nhân mạng toàn bộ. Tên nó được cho rút khỏi danh sách đăng bạ hải quân vào ngày 1 tháng 9, 1943.
Một số giả thuyết được đưa ra để giải thích việc I-178 bị mất: có thể bị ba máy bay Bristol Beaufort thuộc Liên đội 32 RAAF tấn công ngoài khơi Coffs Harbour, New South Wales vào ngày 17 tháng 6;  hoặc bị tàu khu trục Hoa Kỳ USS Patterson tấn công gần quần đảo Solomon vào ngày 25 tháng 8. 